# Le Manoir (Eure)
Le Manoir és un municipi francès situat al departament de l'Eure i a la regió de Normandia. L'any 2007 tenia 1.226 habitants.

## Demografia

### Població
El 2007 la població de fet de Le Manoir era de 1.226 persones. Hi havia 472 famílies de les quals 128 eren unipersonals (44 homes vivint sols i 84 dones vivint soles), 148 parelles sense fills, 184 parelles amb fills i 12 famílies monoparentals amb fills.
La població ha evolucionat segons el següent gràfic:
Habitants censats

### Habitatges
El 2007 hi havia 502 habitatges, 486 eren l'habitatge principal de la família, 4 eren segones residències i 12 estaven desocupats. 381 eren cases i 117 eren apartaments. Dels 486 habitatges principals, 258 estaven ocupats pels seus propietaris, 227 estaven llogats i ocupats pels llogaters i 1 estava cedit a títol gratuït; 15 tenien una cambra, 35 en tenien dues, 118 en tenien tres, 178 en tenien quatre i 140 en tenien cinc o més. 369 habitatges disposaven pel capbaix d'una plaça de pàrquing. A 249 habitatges hi havia un automòbil i a 176 n'hi havia dos o més.

### Piràmide de població
La piràmide de població per edats i sexe el 2009 era:
| Homes | Edats   | Dones |
| ----- | ------- | ----- |
| 0     | 95 o +  | 0     |
| 0     | 90 a 94 | 0     |
| 0     | 85 a 89 | 12    |
| 4     | 80 a 84 | 8     |
| 12    | 75 a 79 | 16    |
| 16    | 70 a 74 | 20    |
| 32    | 65 a 69 | 44    |
| 20    | 60 a 64 | 16    |
| 16    | 55 a 59 | 16    |
| 24    | 50 a 54 | 16    |
| 44    | 45 a 49 | 32    |
| 16    | 40 a 44 | 28    |
| 52    | 35 a 39 | 40    |
| 36    | 30 a 34 | 40    |
| 48    | 25 a 29 | 40    |
| 28    | 20 a 24 | 40    |
| 40    | 15 a 19 | 44    |
| 32    | 10 a 14 | 16    |
| 52    | 5 a 9   | 32    |
| 24    | 0 a 4   | 36    |

## Economia
El 2007 la població en edat de treballar era de 769 persones, 597 eren actives i 172 eren inactives. De les 597 persones actives 533 estaven ocupades (300 homes i 233 dones) i 64 estaven aturades (23 homes i 41 dones). De les 172 persones inactives 48 estaven jubilades, 52 estaven estudiant i 72 estaven classificades com a «altres inactius».

### Ingressos
El 2009 a Le Manoir hi havia 477 unitats fiscals que integraven 1.213 persones, la mediana anual d'ingressos fiscals per persona era de 16.375 €.

### Activitats econòmiques
Dels 30 establiments que hi havia el 2007, 2 eren d'empreses alimentàries, 1 d'una empresa de fabricació d'altres productes industrials, 8 d'empreses de construcció, 8 d'empreses de comerç i reparació d'automòbils, 2 d'empreses de transport, 4 d'empreses d'hostatgeria i restauració, 1 d'una empresa financera, 2 d'empreses de serveis i 2 d'empreses classificades com a «altres activitats de serveis».
Dels 10 establiments de servei als particulars que hi havia el 2009, 1 era una oficina de correu, 2 paletes, 3 guixaires pintors, 1 lampisteria, 1 electricista, 1 perruqueria i 1 restaurant.
Dels 5 establiments comercials que hi havia el 2009, 1 era un hipermercat, 1 una botiga de menys de 120 m², 2 carnisseries i 1 una botiga de mobles.
L'any 2000 a Le Manoir hi havia 4 explotacions agrícoles.

## Equipaments sanitaris i escolars
El 2009 hi havia 1 escola maternal i 1 escola elemental.

## Poblacions més properes
El següent diagrama mostra les poblacions més properes.